# 賈士賢
賈士賢（2003年7月16日—），本名普里斯萊·史密斯（英語：Presley Smith），美國男子羽毛球運動員，2024年泛美洲羽毛球錦標賽男雙、混雙冠軍。曾就讀國立政治大學創新國際學院。

## 選手生涯
賈士賢在2021年曾代表美國參加泛美洲羽毛球錦標賽。在臺灣就讀國立政治大學創新國際學院期間曾參與全大運、清晨盃等當地賽事，也開始與臺灣選手陳子亦搭檔參加男雙國際賽事，兩人自2022年匈牙利羽毛球國際賽起成為固定搭檔。
2023年，陳子亦在世界羽聯會籍從中華台北轉至美國，賈士賢與陳子亦也因此得以在該年4月自搭檔以來首度參加泛美洲羽毛球錦標賽，最終兩人在準決賽以1比2（21-17、18-21、16-21）不敵加拿大的董星宇／矢倉尼爾，奪得銅牌。該年6月，賈士賢在混雙賽事開始有所斬獲，他與艾莉森·李在塞班島國際賽混雙決賽擊敗魏俊緯／詹又蓁，奪得混雙及國際賽首冠；7月，與艾莉森·李在美國羽毛球公開賽闖入混雙四強，首度躋身世界巡迴賽四強之林。10月，與陳子亦在捷克公開賽男雙決賽以直落二擊敗地主選手翁德雷·克拉爾／亞當·曼德雷克，國際賽男雙首度摘冠。12月，在薩爾瓦多、加拿大兩站國際挑戰賽皆晉級混雙決賽，奪得一冠一亞。

### 2024年：泛美洲羽毛球錦標賽雙冠
2024年4月，賈士賢在泛美洲羽毛球錦標賽男雙、混雙賽事皆晉級決賽。在男雙決賽，賈士賢／陳子亦以21－14、21－11戰勝尋求衛冕的董星宇／矢倉尼爾，在混雙決賽則與艾莉森·李以15－21、21－15、21－14擊敗另一組美國代表邱愷翔／蓋駱，雙雙奪冠。

## 主要比賽成績
只列出曾進入準決賽的國際賽事成績：
| 年份   | 賽事                       | 公開賽級別 | 項目     | 搭檔      | 成績   |
| ------ | -------------------------- | ---------- | -------- | --------- | ------ |
| 2022年 | 加拿大羽毛球國際挑戰賽     | 國際挑戰賽 | 男子雙打 | 陳子亦    | 準決賽 |
| 2023年 | 泛美洲羽毛球錦標賽         | 其他       | 男子雙打 | 陳子亦    | 季軍   |
| 2023年 | 塞班島羽毛球國際賽         | 國際挑戰賽 | 混合雙打 | 艾莉森·李 | 冠軍   |
| 2023年 | 美國羽毛球公開賽           | 超級300賽  | 混合雙打 | 艾莉森·李 | 準決賽 |
| 2023年 | 捷克羽毛球公開賽           | 國際系列賽 | 男子雙打 | 陳子亦    | 冠軍   |
| 2023年 | 薩爾瓦多羽毛球國際賽       | 國際挑戰賽 | 男子雙打 | 陳子亦    | 準決賽 |
| 2023年 | 薩爾瓦多羽毛球國際賽       | 國際挑戰賽 | 混合雙打 | 艾莉森·李 | 冠軍   |
| 2023年 | 加拿大羽毛球國際挑戰賽     | 國際挑戰賽 | 男子雙打 | 陳子亦    | 準決賽 |
| 2023年 | 加拿大羽毛球國際挑戰賽     | 國際挑戰賽 | 混合雙打 | 艾莉森·李 | 亞軍   |
| 2024年 | 泛美洲羽毛球錦標賽         | 其他       | 男子雙打 | 陳子亦    | 冠軍   |
| 2024年 | 泛美洲羽毛球錦標賽         | 其他       | 混合雙打 | 艾莉森·李 | 冠軍   |
| 2024年 | 吉隆坡羽毛球大師賽         | 超級100賽  | 男子雙打 | 陳子亦    | 亞軍   |
| 2024年 | 加拿大羽毛球國際挑戰賽     | 國際挑戰賽 | 男子雙打 | 陳子亦    | 冠軍   |
| 2025年 | 泛美洲羽毛球混合團體錦標賽 | 其他       | 混合團體 | －        | 亞軍   |
| 2025年 | 泛美洲羽毛球錦標賽         | 其他       | 男子雙打 | 陳子亦    | 冠軍   |
| 2025年 | 泛美洲羽毛球錦標賽         | 其他       | 混合雙打 | 蓋駱      | 季軍   |
| 2025年 | 美國羽毛球公開賽           | 超級300賽  | 混合雙打 | 蓋駱      | 準決賽 |
| 2025年 | 加拿大羽毛球公開賽         | 超級300賽  | 混合雙打 | 蓋駱      | 亞軍   |

| 2018-2026年 | 總決賽 | 超級1000賽 | 超級750賽 | 超級500賽 | 超級300賽 | 超級100賽 | 國際挑戰賽 | 國際系列賽 | 未來系列賽 | 其他 |

## 外部連結
- 賈士賢在BWFBadminton.com（英语）
- 賈士賢在BWF.TournamentSoftware.com（英语）
- 賈士賢在Flashscore（英语）